# Palladium Books
La Palladium Books è una casa editrice statunitense di giochi di ruolo nota soprattutto per Rifts, pubblicato a partire dagli anni novanta.

## Storia
Venne fondata a Detroit (Michigan), nell'aprile 1981, da Kevin Siembieda, e successivamente trasferitasi a Westland, un sobborgo di Detroit.

### Primi regolamenti: 1981-1984
Nel 1981 venne presentato il primo gioco: The Mechanoid Invasion. Per poterlo pubblicare Siembada si fece prestare metà della somma, 1.500 $, dalla madre di un suo amico, William Messner-Loebs. Il regolamento di questo gioco, chiaramente derivato da Dungeons & Dragons, si evolverà nel Megaversal System, un sistema adottato per tutti i giochi di ruolo pubblicati dalla Palladium, con l'eccezione di Valley of the Pharaohs, del 1983 e di Revised Recon.
The Mechanoid Invasion ebbe due seguiti, The Journey (1982) e Homeworld! (1982). Tutti e tre i giochi sviluppano la storia di un'invasione aliena di robot, l'attacco di una nave madre, ed infine del contrattacco al pianeta dei robot, temi ricorrenti della Palladium, tra cui un'umanità in lotta disperata contro un nemico alieno in un'ambientazione sfarzosa e ricca di avventure. In parallelo a The Mechanoid Invasion, la Palladium pubblica The Palladium Book of Weapon & Armor, di Matthew Balen, una collana di manuali di riferimento sulle armi e armamenti medievali, più volte ristampato.
Nel 1983 pubblica, The Palladium Role-Playing Game, un gioco di ruolo fantasy basato sul un'ambientazione e un regolamento già utilizzato in The Mechanoid Invasion. La pubblicazione del manuale avviene per la prima volta nel formato trade paperback, un formato in precedenza usato solo per alcuni giochi di ruolo, come ad esempio per Chivalry & Sorcery nel 1977.
Nel 1984 viene pubblicato Heroes Unlimited, un gioco di ruolo di supereroi, seguito l'anno dopo da The Mechanoids che sviluppa la trama di The Mechanoid Invasion.

### Giochi su licenza: 1984-1990
Grazie alle conoscenze di Siembieda nella fumettistica, la Palladium inizia a rivolgersi al mercato delle licenze. Prima pubblica, The Justice Machine, un supplemento per Heroes Unlimited, basato sul fumetto, Justice Machine di Mike Gustovich, ma il grande successo arrivò solo con Teenage Mutant Ninja Turtles & Other Strangeness (1985) basato sul fumetto Tartarughe Ninja (Teenage Mutant Ninja Turtles). Siembieda fu contattato da un freelancer che gli propose un gioco di ruolo basato sul fumetto. Siembieda accettò la proposta, ma il manoscritto non soddisfò le sue aspettative per cui chiese a Erick Wujcik di riscriverlo avendo a disposizione solo quattro settimane di tempo.Teenage Mutant Ninja Turtles & Other Strangeness. Il gioco di ruolo vendette 10 000 copie in soli tre mesi.
La licenza successiva fu quella per Robotech, anche la Steve Jackson Games era interessata a questa licenza, ma le sue trattative con l'Harmony Gold fallirono; si fece pertanto avanti la Palladium, che come prova della sua professionalità, inviò copie dei suoi manuali, tra cui Justice Machine e Teenage Mutant Ninja Turtles & Other Strangeness. La Palladium quindi ottenne la licenza e nel 1986 pubblica il manuale di Robotech: The Roleplaying Game. Per poter gestire il livello di potenza dei mecha di Robotech venne introdotto per la prima volta nel Megaverse System, il concetto di "megadanni". A sua volta l'agente con cui aveva contrattato la Palladium per i diritti Robotech, Mark Fredman, impressionato dal manuale di Teenage Mutant Ninja Turtles & Other Strangeness, chiese a sua volta di chi erano i proprietari dei diritti di questi. La Palladium li indirizzò ai suoi autori, Kevin Eastman e Peter Laird, da cui Fredman ottenne in seguito i diritti per realizzare la produzione della serie animata.
Il successo di Teenage Mutant Ninja Turtles & Other Strangeness e di Robotech, permise alla Palladium di espandersi, e, nel 1987 comprò un magazzino ampio tre volte il precedente; inoltre acquisì anche sia diritti per la distribuzione di Robotech II: The Sentinels, che quelli di due delle serie originali da cui Robotech era stato adattato, Chōjikū kidan Southern Cross e Kiko soseiki Mospeada, diritti che mantenne fino al 1993. Complessivamente la fine degli anni ottanta furono un periodo positivo per la Palladium, oltre ai supplementi per i suoi prodotti di punta, TMNT e Robotech, pubblicò diversi altri giochi di ruolo, Revised Recon (Erick Wujcik, 1987), un gioco di ruolo ambientato nella guerra del Vietnam, adattato da un wargame tridimensionale di Joe F. Martin, Beyond the Supernatural (1987), un gioco di ruolo horror, che introdusse un nuovo sistema magico nel Megaversal System, Ninjas & Superspies (Erick Wujcik, 1988).

### Rift: 1990-2000
Nel 1990 venne pubblicato Rift, un gioco di ruolo postapocalittico che mischia robot giganti, mostri alieni, magia e poteri psichici. Il gioco fu un successo istantaneo, vendette le prime 10 000 copie in tre settimane e 45.000 solo nel primo anno. A differenza della politica seguita fino a quel punto di pubblicare pochi supplementi per le proprie linee editoriali, la Palladium iniziò a sostenere intensivamente l'ambientazione con tre serie di supplementi, World Books, che descrive una Terra del futuro e i suoi domi alieni, Dimension Books che esaminava altri universi paralleli vicini alla Terra, e Sourcebook dedicato a altri elementi. Inoltre nel 1991 fu pubblicato, Rift Conversion Book, un manuale di conversione dai prodotti precedenti della Palladium, che permetteva di portare i personaggi di altre campagne Palladium nell'universo di Rift. Comunque in questo periodo Wujcik, uno degli autori della Palladium l'abbandonò per fondare una propria casa editrice, la Phage Press con la quale pubblicherà Amber Diceless Role-Playing.
Nel corso degli anni novanta la Palladium pubblica oltre trenta manuali dedicati a Rift, nel 1998 inizia a pubblicare The Rifter, una rivista dedicata ai propri giochi, e, tra il 2001 e il 2002 furono pubblicati una serie di manuali che descrivevano o il primo grosso metaplot di Rift, lo scontro tra la Coalition, tecnologicamente avanzata e Tolkeen, un impero magico.
Sia il Palladium Fantasy Role-Playing Game, che Heroes Unlimited vennero entrambi ristampati in una seconda edizione, il primo nel 1996 e il secondo nel 1998, con regolamenti adattati alla versione aggiornata del Megaversal System e supportati con nuovi supplementi. Nel 1995 venne pubblicato Nightbane di C.J. Carella, in cui la terra viene segretamente invasa da una dimensione oscura, e, nel 1999 System Failure di Bill Coffin, in cui le paure del millennium bug assumono forme reali.
La Myrmidon Press pubblicò nel 1994, Rifts: Manhunter, un manuale su licenza per Rifts. Questo fu l'unico manuale su licenza pubblicato da un'altra casa editrice, la Palladium annullà la licenza nel maggio 1996.

### Inizio della crisi: 2001-2006
All'inizio del nuovo secolo la Palladium era generalmente ritenuta la terza casa editrice di giochi di ruolo, ma era sulla soglia di un periodo di crisi: con la maggior parte del supporto dedicato a Rift, le vecchie linee su licenza, Teenage Mutant Ninja Turtles & Other Strangeness e Robotech avevano ottenuto un supporto limitato così la Palladium, quando queste scaddero, non rinnovò le licenze, rispettivamente alla fine del 2000 e alla fine del 2001. Alcuni dei suoi più popolari autori se ne erano andati (Erick Wujcik per seguire la propria Phage Press e Bill Coffin per divergenze editoriali) e infine in generale il boom del d20 System stava restringendo il mercato per molti editori di giochi di ruolo.
Per recuperare le perdite la Palladium pubblicò due nuove ambientazioni: Rift Chaos Earth (2003) e The Splicers (2004), un'edizione riveduta e aggiornata di Rift, Rift Ultimate Edition, pubblicata anche in un'edizione dedicata ai collezionisti.
Tentò inoltre di concedere in licenza le sue proprietà intellettuali a terze parti. La Precedence Entertainment produsse nel 2001, il gioco di carte collezionabile, RIFTS Collectible Card Game basato su Rifts. Nel maggio 2004, Rift venne concesso in licenza per lo sviluppo del videogioco Rifts: Promise of Power per la piattaforma di gioco Nokia N-Gage, ma venne pubblicato subito prima che la Nokia ritirasse il supporto alla piattaforma per il Nord America.
Nel maggio 2003 la Palladium annunciò che la Jerry Bruckheimer Films e la Walt Disney Pictures avevano opzionato i diritti per la produzione di un film basato su Rift. All'epoca venne detto che Bruckheimer stava sviluppando il film in collaborazione con lo sceneggiatore David Franzoni. il 19 aprile 2006 un annuncio stampa afferma che, «fino a che Jerry Bruckheimer non ha una sceneggiatura che gli piaccia, il film non può avere il via libera». Il 14 aprile 2011 Siembieda ha affermato che l'opzione del film sarebbe stata rinnovata per un nono anno.

### "Crisis of Treachery" e problemi finanziari
Il 19 aprile 2006 Kevin Siembieda annunciò che la crisi della Palladium Books era dovuta ad una serie di appropriazioni indebite e di furti che avevano causato, all'azienda, una perdita complessiva stimata, tra i 850.000 e 1.300.000 dollari. Inoltre vi furono una serie di ritardi nel licenziare proprietà intellettuali per altri media: un videogioco per l'N-Gage, un film di Jerry Bruckheimer, una licenza per un MMOG, e altri potenziali progetti. La Palladium ricavò del denaro sia vendendo un certo numero di stampe firmate e numerate di Kevin Siembieda, che chiedendo ai fan di effettuare acquisti direttamente dal negozio online.
In un articolo pubblicato il 26 aprile 2006 nel Kingsport Times-News comparve la notizia che Steve Sheiring, in precedenza gestore delle vendite della Palladium, era stato giudicato colpevole patteggiando per "un crimine minore", e condannato a un anno e a pagare un rimborso di 47.080 dollari alla Palladium. I furti, avvenuti tra il 2002 ed il 2004, vennero scoperti dall'azienda solo nel momento in cui vi fu una verifica sull'inventario.
In risposta alle controversie sorte in seguito alla notizia di una condanna per un ammontare così basso rispetto ai numeri citati nel precedente comunicato stampa, Siembieda postò una lettera aperta sul forum della Palladium in cui affermava che non aveva voluto rendere pubblica l'identità di Sheiring per paura che qualche fan troppo zelante si fosse messo nei guai commettendo qualche atto di rappresaglia. Spiegò che la punizione più pesante che Sheiring avrebbe ricevuto, anche senza il plea bargain sarebbe stata la probation. Siembieda aveva dovuto scegliere tra il ricevere un minimo quantitativo di denaro, necessario a pagare delle fatture critiche, o spendere più denaro in avvocati, per ottenere qualcosa di più da un dipendente che comunque era finanziariamente rovinato. Data l'urgenza della situazione della Palladium Siembieda comprese che non vi era via d'uscita, accettando quanto era riuscito a ottenere.
Nella settimana del 7 maggio 2007 la Palladium annunciò alla sua prima annuale, l'Open House, maggiori ricavi dalle vendite di libri, e il riacquisto delle stampe numerate che avevano coperto la maggior parte dei danni a breve termine. Questo periodo di instabilità finanziaria venne definito da Siembieda "Crisis of Treachery".

### 2006 - presente
Il 26 agosto 2006 sul forum della società venne annunciato l'intento di riacquisire la licenza di Robotech in occasione dell'uscita del sequel, Robotech: The Shadow Chronicles. Il 19 febbraio 2007 Siembieda confermò che le trattative erano ancora in corso con l'Harmony Gold, e che si poteva prevedere la pubblicazione di un nuovo gioco di ruolo basato sulle The Shadow Chronicles per l'inizio del 2007. Comunque le negoziazioni per il contratto richiesero più tempo del previsto e la chiusura del contratto fu annunciata il 6 settembre 2007. Il gioco di ruolo The Shadow Chronicles venne pubblicato in libri "formato-manga" piuttosto che nel formato standard 8,5x11 pollici, una mossa che causò diverse controversie tra i fan della Palladium, portando all'annuncio di un'edizione "deluxe" per i manuali.

### Cause legali
La Palladium ha mantenuto una politica aggressiva nella difesa delle proprie proprietà intellettuali, sia nei confronti di altri editori, sia dei fan.
Nel 1992 fece causa alla Wizards of the Coast, ritenendo che il gioco di ruolo pubblicato da quest'ultima The Primal Order violasse le sue proprietà intellettuali. Se non fosse stato per l'intervento di Mike Pondsmith, proprietario della R. Talsorian Games e presidente della Game Manufacturers Association, che riuscì a negoziare un accordo tra le due parti nel marzo 1993, la Wizards of the Coast corse seriamente il rischio di fallire.
La Palladium ha avuto anche cattivi rapporti con le riviste generaliste di giochi di ruolo, come per esempio il White Wolf Magazine della White Wolf, Journeys della GDW e Challenge sempre della GDW Nel 1991 Siembieda scrisse alla rivista White Wolf chiedendo perché non venissero pubblicati articoli dedicati a Rift e insinuando che questo fosse dovuto al fatto che non pubblicasse pubblicità su queste riviste. Steven Wieck, curatore di White Wolf iniziò a programmare un numero dedicato a Rift, ma la Palladium comunicò che non voleva che questi articoli fossero pubblicati. Similmente la Palladium comunicò a Journeys e a Challenge che articoli dedicati a giochi della Palladium avrebbero dovuto essere approvati, e così nessuna delle tre riviste programmò ulteriori articoli dedicati ai giochi della Palladium.
La Palladium ha cercato di impedire e prevenire la distribuzione di conversioni realizzate da fan dei loro giochi ad altri sistemi (come il d20 System), fino al punto di minacciare azioni legali contro fan che distribuiscano conversioni di sistemi mediante l'invio di ordini cease and desist. Siembieda ha affermato che questa politica venne adotta su consiglio dei suoi avvocati, per mettere al riparo la Palladium da responsabilità per conversioni della proprietà intellettuale di altre parti.

## Giochi pubblicati
- Kevin Siembieda (1981), The Mechanoid Invasion: un gioco di ruolo di fantascienza ambientato durante la battaglia tra i coloni umani e una razza di esseri psionici cibernetici che intendono sterminare la vita umanoide.
- Joe F. Martin (1981), Revised Recon: originariamente un gioco di ruolo basato sulla guerra del Vietnam e successivamente generalizzato a operazioni di mercenari in punti caldi del globo.
- Matthew Balen (1983), Valley of the Pharaohs: Gioco di ruolo storico ambientato nell'Antico Egitto.
- Kevin Siembieda (1983), Macross II: basato sull'anime omonimo. La licenza è scaduta e non è stata rinnovata.
- Erick Wujcik (1985), Teenage Mutant Ninja Turtles & Other Strangeness: gioco di ruolo basato sul fumetto originale. Comunque a causa del calo delle vendite (attribuite alla discutibile qualità delle serie televisive che vennero prodotte) la licenza non venne rinnovata alla sua scadenza nel 2000. Molti dei concetti presenti in TMNT comparvero in Heroes Unlimited e After the Bomb.
- Kevin Siembieda, Matthew Balent, Thomas Bartold, Bill Coffin, Steve Edwards, Mark Hall, Patrick Nowak, Erick Wujcik, et al. (1983): Palladium Fantasy Role-Playing Game: un gioco di ruolo fantasy con una propria ambientazione.
- Kevin Siembieda, Carmen Bellaire, Wayne Breaux Jr., Bill Coffin, Kevin Long, et al. (1984), Heroes Unlimited: un gioco di ruolo sul mondo dei supereroi.
- Erick Wujcik (1986), After the Bomb: un gioco di ruolo postapocalittico che iniziò come campagna alternativa per Teenage Mutant Ninja Turtles & Other Strangeness, ma si sviluppò presto in maniera indipendente. Nell'ambientazione animali mutanti lottano per la sopravvivenza e contro nazioni suprematiste umane.
- Kevin Siembieda (1986), Robotech, basato sull'omonimo anime.
- Randy McCall, Kevin Siembieda, Erick Wujcik (1987), Beyond the Supernatural: un gioco di ruolo di horror moderno sullo stile di Il richiamo di Cthulhu. Un'edizione incompleta della seconda edizione del manuale base venne pubblicata nel gennaio 2005, con maggiori informazioni sull'ambientazione, che si assume simile al mondo reale, ma con eventi soprannaturali che avvengono dietro le quinte. Ulteriori supplementi riguardanti la magia e i mostri sono stati annunciati, ma al 2012 non pubblicati.
- Erick Wujcik (1987), Ninjas & Superspies: un gioco di ruolo ispirato ai film di arti marziali e di spionaggio con l'aggiunta di alcuni elementi fantascientifici.
- C. J. Carella, Kevin Siembieda, Irvin Jackson, Kevin Hassall, Mark Oberle, Jason Vey (1995), Nightbane (precedentemente chiamato Nightspawn): è un gioco di ruolo ambientato in futuro prossimo, dopo il "Dark Day" un evento sovrannaturale durante il quale tutta la Terra è piombata per 24 ore in una notte priva di stelle e alcune entità sovrannaturali hanno infiltrato o sovvertito diversi governi e organizzazioni in tutto il mondo.
- Bill Coffin (1999), Systems Failure: Un gioco di ruolo postapocalittico in cui il millennium bug causa il crollo delle linee di alimentazione e comunicazione e l'arrivo di alieni invasori composti di energia.
- Kevin Siembieda, C. J. Carella, Kevin Long, Patrick Nowak, Julius Rosenstein, et al. (1990), Rifts: la principale linea della Palladium, un gioco di ruolo ambientato in una Terra futura, quattrocento anni dopo che i milioni di morti di uno scambio nucleare hanno causato un'apocalisse magica, aprendo cancelli dimensionali da cui sono arrivati invasori alieni e rendendo di nuovo operativa la magia.
- Carmen Bellaire (2004), Splicers: Un gioco di ruolo postapocalittico in cui gli umani usano avanzate biotecnologie per combattere una minaccia robotica.
- Kevin Siembieda (2003), Rifts Chaos Earth: un prequel a Rifts, ambientato immediatamente dopo una guerra che scatena un'apocalisse magica che apre i cancelli dimensionali attraverso cui mostri magici entrano in una Terra del futuro tecnologicamente avanzata.
- Kevin Siembieda (2008), Robotech: The Shadow Chronicles Role-Playing Game: Revamping del vecchio regolamento di Robotech in occasione dell'uscita del sequel.
- Josh Hilden, Joshua Sanford, Kevin Siembieda (2008): Dead Reign, un gioco di ruolo postapocalittico in cui il genere umano è in lotta contro gli zombie.